# Euphyia multipunctata
Euphyia multipunctata là một loài bướm đêm trong họ Geometridae.